# Bam Co
Bam Co (kinesiska: Bamu Cuo, 巴木错) är en sjö i Kina. Den ligger i den autonoma regionen Tibet, i den sydvästra delen av landet, omkring 190 kilometer norr om regionhuvudstaden Lhasa. Bam Co ligger 4 560 meter över havet. Arean är 201 kvadratkilometer. Den sträcker sig 24,5 kilometer i nord-sydlig riktning, och 13,8 kilometer i öst-västlig riktning.